# Ямцов, Александр Михайлович
Александр Михайлович Ямцов (род. 14 июня 1964 года) — советский и российский игрок в хоккей с мячом, нападающий, тренер, мастер спорта России международного класса (1994).

## Карьера

### Клубная
Начал играть в хоккей с мячом в 1976 году в Мурманске в детско-юношеской школе №6.
Игровую карьеру начал в сезоне 1981/82 в уфимском «Кировце», представляющем первую лигу чемпионата СССР.
В 1986 году окончил УАИ и был призван на военную службу, которую проходил в свердловском СКА. В сезоне 1993/94 побеждает в чемпионате России, становится лучшим бомбардиром турнира (65 мячей), признаётся лучшим игроком страны.
В 1995 году перешёл в «Стабек», с которым многократно становился чемпионом Норвегии.
После завершения игровой карьеры тренировал «Стабек».
В чемпионатах СССР провёл 153 матча, забил 124 мяча, в чемпионатах России — 80 матчей, 131 мяч (все — СКА).
Лучший бомбардир СКА в чемпионатах России (131 мяч).
До сезона 2002/03 был обладателем рекорда чемпионатов России по количеству мячей за сезон (65 — 1993/94), который был превзойдён Сергеем Обуховым (84).
Рекордсмен СКА по количеству голов в чемпионатах СССР/России за сезон — 65 мячей в сезоне 1993/94, превзойдя достижение Александра Сивкова (60 мячей в сезоне 1977/78).
30 ноября 1993 года в матче с арсеньевским «Востоком» Ямцов забил 9 мячей, что на один мяч меньше рекорда результативности в одном матче в чемпионатах СССР, а также достижения Сергея Обухова, повторившего в первом чемпионате России рекорд чемпионатов СССР.

### В сборной
В составе сборных команд СССР/СНГ (1990—1992) и России (1994—1995). В составе сборной России стал серебряным призёром чемпионата мира 1995 года (4 матча, 1 мяч).

## Достижения
СКА-«Зенит» (Екатеринбург)
 Чемпион России: 1993/94 

 Серебряный призёр чемпионата СНГ: 1991/92 

 Бронзовый призёр чемпионата СССР: 1989/90 

 Финалист Кубка России: 1995 

 Финалист Кубка европейских чемпионов: 1994 

 Чемпион России по мини-хоккею: 1993 

 Бронзовый призёр чемпионата России по мини-хоккею: 1995 

 Финалист Кубка мира по ринк-бенди: 1991
«Стабек»
 Чемпион Норвегии (5): 1995/96, 1996/97, 1998/99, 1999/2000, 2000/01 

 Вице-чемпион Норвегии (3): 1997/98, 2001/02, 2003/04 

 Бронзовый призёр Кубка европейских чемпионов (3): 1995, 1996, 1997
Сборная СССР/СНГ/России
 Серебряный призёр чемпионата мира: 1995 

 Бронзовый призёр Международного турнира на приз газеты «Советская Россия»/призы Правительства России (3): 1990, 1992, 1994 

 Серебряный призёр чемпионата мира среди юношей: 1981 

 Чемпион мира по ринк-бенди: 1994
Личные
- В списке 22-х лучших игроков сезона (3): 1992, 1994, 1995
- Лучший нападающий сезона (2): 1994, 1995
- Лучший хоккеист России: 1994
- Игрок года в Норвегии: 1998
- Лучший бомбардир чемпионата России: 1994 (65 мячей)
- Лучший бомбардир Международного турнира на приз газеты «Советская Россия»: 1990 (6 мячей)[7]
- Лучший игрок СКА (Свердловск) (2): 1990, 1991
- Обладатель приза «В атаку!»: 1994
- Символическая сборная Кубка мира по ринк-бенди: 1992

### Комментарии
1. ↑  Количество игр и голов за клуб(ы) в высшем дивизионе чемпионатов СССР/СНГ/России